# Tony, l'altra faccia della Torino violenta
Pour plus de détails, voir Fiche technique et Distribution.
Tony, l'altra faccia della Torino violenta est un film italien réalisé par Carlo Ausino, sorti en 1980, avec Emmanuel Cannarsa, Giuseppe Alotta, Paul Theicheid et Armando Rossi (it) dans les rôles principaux. C'est la suite du film Le justicier défie la ville.

## Synopsis
Dans la ville de Turin, Tony (Emmanuel Cannarsa), un jeune homme issu de la classe moyenne, mène une vie de bohème, ce que lui reproche son père (Armando Rossi (it)), qui aimerait que Tony pense à son avenir. Témoin de l'enlèvement d'un jeune enfant, Tony tente de s'interposer, sans succès, mais son geste fait de lui une vedette locale. Il devient alors la cible des ravisseurs, car il semble avoir reconnu l'un des kidnappeurs, mais aussi du commissaire Gregori (Paul Theicheid), qui est persuadé de la complicité de Tony dans l'enlèvement.

## Fiche technique
- Titre original : Tony, l'altra faccia della Torino violenta
- Réalisation : Carlo Ausino
- Scénario :  Carlo Ausino et Luciano Vincenzoni
- Photographie : Carlo Ausino
- Montage : Eugenio Alabiso
- Musique : Stelvio Cipriani
- Société(s) de production : Vigor Film
- Pays d'origine :  Italie
- Langue : Italien
- Format : Couleur
- Genre : Néo-polar italien
- Durée : 88 minutes
- Dates de sortie :  Italie : 1980

## Distribution
- Emanuel Cannarsa : Tony
- Giuseppe Alotta : Santini
- Paul Theicheid : Gregori
- Armando Rossi (it) : le père de Tony

## Source
- (en) Roberto Curti, Italian Crime Filmography, 1968-1980, Jefferson, McFarland, 2013, 330 p. (ISBN 978-0-7864-6976-5, lire en ligne).